# Тримбл, Эндрю
Эндрю Тримбл (англ. Andrew Trimble, род. 20 октября 1984, Колрейн) — ирландский регбист, выступавший на позиции крыльевого (винга) и внешнего центрового. Известен по играм за клуб «Ольстер» и Ирландию.

## Клубная карьера
Окончил школу Coleraine Academical Institution, в составе её команды выступал в Кубке школ Ольстера. Дебютировал в профессиональном регби в 2005 году за «Ольстер». В апреле 2006 года заключил трёхлетнее соглашение с клубом, в лиге AIB выступал за ирландский клуб «Баллимина». Играл за школьную сборную и молодёжную сборные Ирландии. Из-за предсезонной травмы паха он пропустил часть сезона 2007/2008, перенеся операцию на пахе и последующее удаление грыжи. 30 апреля 2009 года снова перенёс операцию на правом колене по удалению отломка. Официально Тримбл заявил о завершении карьеры в мае 2018 года по окончании сезона.

## Карьера в сборной
Осенью 2005 года Эндрю Тримбл дебютировал за сборную Ирландии: он получил вызов после травмы Брайана О’Дрисколла. Дебютная игра прошла против Австралии. Через неделю он занёс две попытки в матче против Румынии. Попал в заявку на Кубок шести наций 2006, дебютировав в матче открытия против Италии, а через неделю занёс свою третью попытку в поединке против Франции. В 2007 году участвовал в чемпионате мира, играл на позициях крыльевого и центрового. Из-за травм он не играл в летних турне 2008 и 2009 годов.
Тримбл играл на чемпионате мира 2011 года, где его команда уступила в четвертьфинале Уэльсу, и отметился попыткой в матче против России (его реализацию, однако, запорол Ронан О’Гара). Выступал на Кубках шести наций 2012 и 2014 годов, в 2014 году занёс три попытки (в том числе и попытку в решающем поединке с Францией, принеся ирландцам победу в Кубке). В сентябре 2015 года из-за травмы пропустил чемпионат мира.

## Достижения
- Регбист года в Ольстере (2006)[2]
- Новичок года по версии Ассоциации игроков Ирландского регбийного союза

## Личная жизнь

### Образование
После окончания Колрейнской школы Coleraine Academical Institution Эндрю Тримбл поступил в Университет Квинс, где изучал физику, но через год перевёлся в Библейский колледж Белфаста, где изучал Теологию. Жена — Анна (поженились в марте 2009 года). Болельщик клуба «Ливерпуль». Будучи верующим христианином, перед каждым матчем Тримбл читал Псалом 84.